# Hemp Gru
Hemp Gru – polski rapowy zespół muzyczny. Zespół powstał w 1998 roku w Warszawie z inicjatywy raperów: Roberta „Wilku” Darkowskiego znanego z występów w grupach FJS i Molesta Ewenement oraz Macieja „Bilona” Bilki. Skład współtworzyli także Piotr „DJ Steez” Szulc oraz hypeman Marek „Żary” Omelańczuk. Formacja współpracowała z takimi grupami i wykonawcami jak: WWO, Zipera, Pono, Peja, Sokół, Koras, Ero, ZIP Skład, Pablopavo, Włodi, RRI, Bez Cenzury, JWP, THS Klika, Dixon37, Firma czy Ras Luta.
Z zespołem związany był kolektyw Diil Gang w którego skład wchodzą: Damian „Bas Tajpan” Krępa, Maciej „Bilon” Bilka, DJ Steez, DJ Story, Przemysław „Fuso” Łuniewski, Hudy HZD, Jasiek MBH, Jongmen, Kubiszew, Kulfon, Łukasz „Paluch” Paluszak, Szczurek, Szwed SWD, Robert „Wilku” Darkowski i Marek „Żary” Omelańczuk.

## Historia

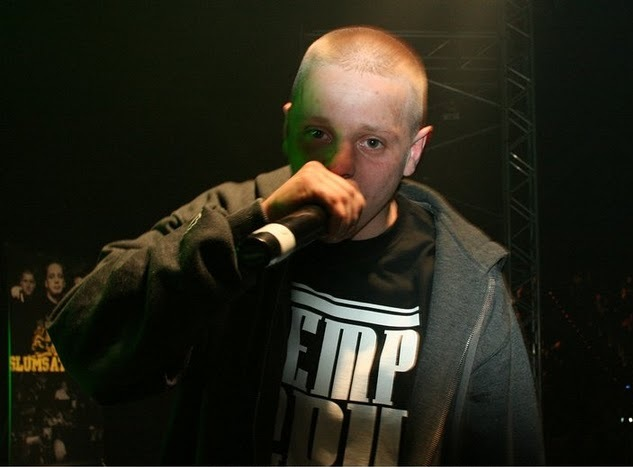
Żary – hypeman Hemp Gru

Grupa zadebiutowała utworem „Na krawędzi” wydanym w 1998 roku na kompilacji Hiphopowy raport z osiedla w najlepszym wykonaniu. W 2004 roku nakładem wytwórni muzycznej Prosto ukazał się debiutancki album grupy zatytułowany Klucz. Nagrania były promowane teledyskami do utworów „To jest to”, „Nienawiść” i „Sami swoi”. 27 kwietnia 2006 r. na oficjalnej stronie Molesty Ewenement, Wilku i Bilon oświadczyli, iż zakończyli pracę z wytwórnią Prosto. Wkrótce potem Wilku powołał wytwórnię muzyczną pod nazwą DIIL Records.
15 stycznia 2008 roku Komisja Europejska przyznała Hemp Gru nagrodę European Border Breakers Awards (EBBA). Wręczenie nagrody odbyło się 27 stycznia 2008 w Cannes, w dniu otwarcia największych międzynarodowych targów muzycznych MIDEM.
15 kwietnia 2009 roku ukazał się drugi album Hemp Gru zatytułowany Droga. W ramach promocji grupa zrealizowała osiem teledysków, w tym do takich utworów jak: „...w hemp armii”, „63 dni chwały”, „Niespełnione obietnice” czy „Wyrok ulicy”. Nagrania były także promowane podczas trasy koncertowej w Polsce.
16 kwietnia 2011 roku ukazał się pierwszy minialbum grupy Jedność. Początkowo miał ukazać się 26 marca tego samego roku. Gościnnie w nagraniach wzięli udział: Jr. Stress, Paluch, Żary i Banda de Chicas. Album promowany był utworem „Jedność” do którego powstał teledysk. Według strony internetowej hip-hop.pl, album dwa dni po premierze uzyskał status złotej płyty sprzedając się w ilości ponad 15 000 egzemplarzy.
Premiera drugiego minialbumu pt. Lojalność odbyła się 3 grudnia 2011 roku. Pierwszym singlem promującym album został utwór „Kiedy zabraknie słońca”.
10 grudnia także 2011 roku ukazał się pierwszy album koncertowy pt. Jedność. Na płycie znalazł się materiał z finału trasy koncertowej w warszawskim klubie Palladium.
12 grudnia 2012 roku ukazał się trzeci minialbum formacji zatytułowany Braterstwo. Pod koniec 2012 r. zespół zawiesił działalność.
Po sześciu latach nieobecności Hemp Gru wrócił na scenę. Ich nowy album zatytułowany Eter ukazał się 9 listopada 2018 roku z okazji 20-lecia istnienia zespołu. 

## Dyskografia

### Albumy
| Rok                        | Dane dot. albumu                                               | Pozycja na liście | Sprzedaż                        | Certyfikat                            |
| Rok                        | Dane dot. albumu                                               | POL               | Sprzedaż                        | Certyfikat                            |
| -------------------------- | -------------------------------------------------------------- | ----------------- | ------------------------------- | ------------------------------------- |
| 2004                       | Klucz - Wydany: 6 grudnia 2004 - Wydawca: Prosto               | 20                | - POL: 15 tys.+                 | - POL: złota płyta                    |
| 2009                       | Droga - Wydany: 15 kwietnia 2009 - Wydawca: Hemp Rec.          | 6                 | - POL: 15 tys.+ - POL: 15 tys.+ | - POL: złota płyta - POL: złota płyta |
| 2011                       | Jedność (EP) - Wydany: 16 kwietnia 2011 - Wydawca: Hemp Rec.   | 3                 | - POL: 15 tys.+                 | - POL: złota płyta                    |
| 2011                       | Lojalność (EP) - Wydany: 3 grudnia 2011 - Wydawca: Hemp Rec.   | 6                 | - POL: 15 tys.+                 | - POL: złota płyta                    |
| 2011                       | Jedność (DVD) - Wydany: 10 grudnia 2011 - Wydawca: Hemp Rec.   | –                 |                                 |                                       |
| 2012                       | Braterstwo (EP) - Wydany: 12 grudnia 2012 - Wydawca: Hemp Rec. | 8                 | - POL: 15 tys.+                 | - POL: złota płyta                    |
| 2018                       | Eter - Wydany: 9 listopada 2018 - Wydawca: Hemp Rec.           | 3                 | - POL: 15 tys.+                 | - POL: złota płyta                    |
| „–” album nie był notowany |                                                                |                   |                                 |                                       |

### Single
| Rok                        | Tytuł                         | Pozycje na listach | Pozycje na listach | Album |
| Rok                        | Tytuł                         | SLiP               | 30 ton             | Album |
| -------------------------- | ----------------------------- | ------------------ | ------------------ | ----- |
| 2004                       | „To jest to”                  | 28                 | 12                 | Klucz |
| 2009                       | „To jest to / Życie Warszawy” | –                  | –                  | Klucz |
| 2009                       | „W hemp armii”                | –                  | –                  | Droga |
| „–” album nie był notowany |                               |                    |                    |       |

#### Inne notowane utwory
| Rok  | Tytuł                                   | Pozycja na liście | Album                         |
| Rok  | Tytuł                                   | SLiP              | Album                         |
| ---- | --------------------------------------- | ----------------- | ----------------------------- |
| 2005 | „Życie Warszawy”                        | 46                | Klucz                         |
| 2005 | „Prosto” – ZIP Skład, Hemp Gru, Małolat | 28                | Prosto Mixtape Deszczu Strugi |

### Kompilacje różnych wykonawców
| Rok  | Utwór                                                      | Album                                             | Źródło |
| ---- | ---------------------------------------------------------- | ------------------------------------------------- | ------ |
| 1998 | „Na krawędzi” – Hemp Gru                                   | Hiphopowy raport z osiedla w najlepszym wykonaniu | [ 44 ] |
| 2001 | „Nieuchwytny cel” – Hemp Gru, Fu                           | Radio Ewenement 5 G Fm                            | [ 45 ] |
| 2005 | „To jest to” – Hemp Gru                                    | Czarny Piątek vol.1 – Polski Beat                 | [ 46 ] |
| 2006 | „Prosto” – ZIP Skład, Hemp Gru, Małolat                    | Prosto Mixtape Deszczu Strugi                     | [ 22 ] |
| 2009 | „Na jointowym kacu” – Hemp Gru, Żary, Ras Luta, Jasiek MBH | Rap Propaganja Vol.2 – Diss na rząd               | [ 47 ] |
| 2011 | „Coś o jointach” – Hemp Gru, DJ Fresh                      | Grube jointy 2: karani za nic                     | [ 48 ] |

### Występy gościnne
| Rok  | Utwór                                                                                          | Album                                       | Źródło |
| ---- | ---------------------------------------------------------------------------------------------- | ------------------------------------------- | ------ |
| 1999 | „Kto jest kto” (gościnnie: Hemp Gru)                                                           | Ewenement – Molesta Ewenement               | [ 49 ] |
| 2001 | „Czas dokonać wyboru” (gościnnie: Hemp Gru, Ewenement)                                         | Świeży materiał – Waco                      | [ 50 ] |
| 2002 | „Zostaw to” (gościnnie: Hemp Gru)                                                              | We własnej osobie – WWO                     | [ 51 ] |
| 2003 | „Tak trzymaj” (gościnnie: Hemp Gru)                                                            | Mixtape Vol. 3 – DJ Decks                   | [ 22 ] |
| 2005 | „Niech nie zdarzy Ci się” (gościnnie: Hemp Gru)                                                | Najlepszą obroną jest atak – Slums Attack   | [ 52 ] |
| 2006 | „Łamię stereotypy” (gościnnie: Wwarstwa, Hemp Gru)                                             | Gościnnie – Fuso                            | [ 53 ] |
| 2006 | „Pocisk” (gościnnie: Hemp Gru, Żary) „Pocisk” (Brudna Wersja) (gościnnie: Hemp Gru, Żary)      | Incognito – RRI                             | [ 54 ] |
| 2006 | „Reprezentuję siebie” (gościnnie: Pękacz, THS Klika, JurasWigor, Hemp Gru, Tomiko, Fu, i inni) | Klasyk – Bez Cenzury                        | [ 22 ] |
| 2006 | „O tym mowa” (gościnnie: Hemp Gru, Żary)                                                       | Liryka chodnika – THS Klika                 | [ 22 ] |
| 2008 | „2 dzielnice 1 życie” (gościnnie: Hemp Gru, Żary)                                              | Lot na całe życie – Dixon37                 | [ 22 ] |
| 2008 | „Wracaj do domu” (gościnnie: Hemp Gru)                                                         | The Dobrze – Zagmadfany                     | [ 55 ] |
| 2008 | „Reakcja łańcuchowa” (gościnnie: Hemp Gru, Żary, K8)                                           | Mixtape 4 – DJ Decks                        | [ 22 ] |
| 2008 | „Przeciwko kurestwu i upadkowi zasad” (gościnnie: Hemp Gru)                                    | Przeciwko kurestwu i upadkowi zasad – Firma | [ 22 ] |
| 2009 | „Wojna” (gościnnie: Hemp Gru)                                                                  | Fandango Gang – Bas Tajpan & Miuosh         | [ 56 ] |
| 2009 | „To dla was” (gościnnie: Hemp Gru)                                                             | NieLegalne Rytmy. Kontynuacja – Firma       | [ 22 ] |
| 2009 | „Rób co musisz” (gościnnie: Hemp Gru)                                                          | Jeśli słyszysz – Ras Luta                   | [ 22 ] |
| 2009 | „Ulica ma głos” (gościnnie: Hemp Gru)                                                          | Eksplozja – NON Koneksja                    | [ 57 ] |
| 2009 | „Prawdziwe słowa” (gościnnie: Bonus RPK, Hemp Gru)                                             | Raprodukcja: prawdy dotyk – DDK RPK         | [ 22 ] |
| 2010 | „Do ostatniego tchu” (gościnnie: Hemp Gru, Kubiszew)                                           | Bezgranicznie oddany – Paluch               | [ 22 ] |
| 2011 | „Dla małolatów” (gościnnie: Hemp Gru)                                                          | Nasza broń to nasza pasja – Firma           | [ 22 ] |
| 2011 | „Palenie zabija?” (gościnnie: Hemp Gru, Żary)                                                  | Gorące wersy płoną – Gandzior               | [ 22 ] |

## Teledyski
| Rok       | Tytuł | Reżyseria                               | Album                               | Źródło        |
| --------- | --- | --------------------------------------- | ----------------------------------- | ------------- |
| 2004      | „To jest to” | Wilku                                   | Klucz                               | [ 58 ]        |
| 2006      | „Nienawiść” (gościnnie: Kaczy) | –                                       | Klucz                               | [ 59 ]        |
| 2006      | „Sami swoi” (gościnnie: Żary & Kaczy) | –                                       | Klucz                               | [ 60 ]        |
| 2006      | „Życie Warszawy” / „Zjedz skręta” (gościnnie: Koras, Romeo, Pono, Felipe, Ero)                                                                                                | –                                       | Klucz                               | [ 61 ]        |
| 2009      | „...w hemp armii” (gościnnie: Żary, Jasiek MBH, Szczurek) | Paweł Tarasiewicz                       | Droga                               | [ 62 ] [ 63 ] |
| 2009      | „Droga” | Sebastian „Sorano” Sobieszczański       | Droga                               | [ 64 ]        |
| 2009      | „Dr Joint” (gościnnie: Żary, Ola Monola) | Miłosz Hunzvi                           | Droga                               | [ 62 ] [ 65 ] |
| 2009      | „63 dni chwały” (gościnnie: Juras) | –                                       | Droga                               | [ 66 ]        |
| 2010      | „Wyrok ulicy” (gościnnie: Kafar, Żary, Tadek, Bosski Roman, Kali, Popek, Rest)                                                                                                | Diil Film Studio                        | Droga                               | [ 62 ]        |
| 2010      | „Niespełnione obietnice” | Miłosz Hunzvi, Sebastian Sobieszczański | Droga                               | [ 67 ]        |
| 2010      | „Któregoś dnia” (gościnnie: Kala NON) | Miłosz Hunzvi, Sebastian Sobieszczański | Droga                               | [ 68 ]        |
| 2010      | „Strzał” | Miłosz Hunzvi, Sebastian Sobieszczański | Droga                               | [ 69 ]        |
| 2011      | „Jedność” (gościnnie: Żary JLB, Banda de Chicas) | Miłosz Hunzvi, Sebastian Sobieszczański | Jedność                             | [ 70 ]        |
| 2011      | „Amnezja” | Diil Film Studio                        | Jedność                             | [ 71 ]        |
| 2012      | „Zapomniani bohaterowie” (gościnnie: Bas Tajpan) | Diil Film Studio                        | Lojalność                           | [ 72 ]        |
| 2012      | „Kiedy zabraknie słońca” | Miłosz Hunzvi                           | Lojalność                           | [ 73 ]        |
| 2012      | „Diil Gang” | Diil Film Studio                        | Lojalność                           | [ 74 ]        |
| 2012      | „Braterstwo” (gościnnie: Załoga) | Diil Film Studio                        | Braterstwo                          | [ 75 ]        |
| 2012      | „Uliczna liryka” (gościnnie: Hudy HZD) | Diil Film Studio                        | Braterstwo                          | [ 76 ]        |
| 2013      | „Warszawa da się lubić” (gościnnie: Kaczy) | Diil Film Studio                        | Braterstwo                          | [ 77 ]        |
| 2013      | „Na luzingu” | Diil Film Studio, Miłosz Hunzvi         | Braterstwo                          | [ 78 ]        |
| 2018      | „Bomba” | Friday Production                       | Eter                                | [ 79 ]        |
| 2018      | „Wódka” | R5 Films                                | Eter                                | [ 80 ]        |
| 2018      | „Fake MC” | sensi&                                  | Eter                                | [ 81 ]        |
| Gościnnie | |                                         |                                     |               |
| 2006      | „Reprezentuję siebie” – Bez Cenzury (gościnnie: Wwarstwa, THS Klika, Reposta, Tomiko & Siwers, Juras, Wigor, Sokół, JWP Maffia, Jacenty, Lui, Hemp Gru, Ko1Fu, Pyskaty, Jogi) | –                                       | Klasyk                              | [ 82 ]        |
| 2008      | „Przeciwko kurestwu i upadkowi zasad” – Firma (gościnnie: Hemp Gru) | –                                       | Przeciwko kurestwu i upadkowi zasad | [ 83 ]        |
| 2008      | „Dwie dzielnice, jedno życie” – Dixon37 (gościnnie: Hemp Gru) | R5 Films                                | Lot na całe życie                   | [ 84 ]        |
| Inne      | |                                         |                                     |               |
| 2006      | „Prosto” – ZIP Skład, Hemp Gru, Małolat | –                                       | Prosto Mixtape Deszczu Strugi       | [ 85 ]        |